# Siglo XXI Editores
Siglo XXI Editores es una editorial iberoamericana.

## Historia
Fundada en México el 18 de noviembre de 1965 por Arnaldo Orfila Reynal, antiguo director del Fondo de Cultura Económica, quien la dirigió hasta 1989, cuando Martí Soler, reconocido como uno de los mejores editores, la dirigió durante dos años. Posteriormente, en 1990, tomó posesión Jaime Labastida, poeta y filósofo. A finales de 1966 se fundó la filial Siglo XXI Editores Argentina, y a principios de 1967, la casa hermana independiente Siglo XXI de España Editores.
En 2021 fue adquirida por la editorial Capital Intelectual.

## Dificultades políticas
En 1976, la casa argentina cerró, debido a que la dictadura la canceló, quemó sus libros y persiguió a sus editores y autores. Para enfrentar el silencio dictatorial de la región, ese año se abrió la filial Siglo XXI Editores Colombia, la cual cerró en 1991, por la inestabilidad política. A partir de 2000, la filial argentina pudo reabrir y ha vuelto a ocupar un lugar preponderante en el ámbito editorial y cultural, a pesar de las dificultades económicas de la región. Siglo XXI Editores México ha logrado mantenerse alejada de los grandes consorcios editoriales, lo que le permite promover la cultura de las ideas libre e independiente.